# Lori Waxman
Lori Waxman (* 1976 in Montréal) ist eine kanadische Kunstkritikerin.

## Leben und Werk
Lori Waxman studierte an der New York University und lehrt an der School of the Art Institute of Chicago. Sie ist Mitautorin der Bücher Girls! Girls! Girls! in contemporary art (2011) und Talking with Your Mouth Full: New Language for Socially Engaged Art (2008). Sie hat eine 14-tägliche Kolumne im Chicago Tribune und schreibt für Artforum, Parkett und Tema Celeste. 2008 wurde Waxman mit dem Warhol Foundation Arts Writers Grant ausgezeichnet.
Bekannt wurde Waxman mit dem Projekt 60 wrd/min art critic, welches mehrfach in den USA und auf der dOCUMENTA (13) ausgestellt wurde. „Im Rahmen der dOCUMENTA (13) steht Waxman drei Tage pro Woche in einem Büro zur Verfügung, das in einem Fertighaus in der Karlsaue eingerichtet wurde. Interessierte Künstler sind eingeladen, mit ihrer Kunst im Original oder in Reproduktionen vorbeizukommen, um sie begutachten zu lassen; wer zuerst kommt, wird zuerst bedient. In einer Art Experiment, bei dem es sowohl um Geschwindigkeit wie auch um Ausdauer geht, betrachtet Waxman die Arbeiten 25 Minuten lang und schreibt dann eine Rezension von 100 bis 200 Wörtern – und verspricht eine wohlüberlegte und kritische, aber nicht unbedingt positive Beurteilung.“ Die Rezensionen werden anschließend im Büro aufgehängt.